# Bank of America Corporate Center
Bank of America Corporate Center là một tòa nhà chọc trời tại Charlotte, Bắc Carolina. Khi hoàn thành năm 1992, công trình này trở thành tòa nhà cao nhất Bắc Carolina. Địa vị này cho đến nay vẫn không thay đổi. Đây cũng là tòa nhà cao nhất suốt một dải duyên hải miền đông nước Mỹ, từ Philadelphia đến Atlanta. Tòa nhà này có 60 tầng, cao 265 m. Đây là tòa nhà cao thứ 75 thế giới đến thời điểm đầu năm 2008. Xét riêng trong nội địa nước Mỹ thì tòa nhà này cao thứ 24. Đối với dân cư vùng Charlotte, thì đây là một thắng cảnh quen thuộc của thành phố.
Thiết kế tòa nhà này là kiến trúc sư người Argentina César Pelli và các kiến trúc sư HKS. 
Dân địa phương đôi khi gọi nó là Taj McColl theo chủ tịch đương nhiệm lúc đó của North Carolina National Bank (NCNB) là ông Hugh McColl, người chịu trách nhiệm triển khai xây dựng tòa nhà này, trong một ngày quang đãng, có thể nhìn thấy tòa nhà này bằng mắt thường cách đó 35 dặm.
Ngày 10 tháng 12 năm 1986, NCNB đã thông báo rằng sẽ xây một trung tâm cho tập đoàn mình. Cùng triển khai dự án tòa nhà này với Charter Properties, dự án tòa nhà ban đầu được thông báo là có 50 tầng và được xây với 350 phòng khách sạn và sẽ trở thành Trung tâm nghệ thuật biểu diễn Blumental North Carolina. Thiết kế ban đầu của tòa nhà 50 tầng đã được tạo ra bởi hãng Odell Associates có trụ sở tại Charlotte. Thiết kế tòa nhà nổi bật với một thsap tròn hoàn chỉnh với một chữ thập Hy Lạp nằm trên nóc.